# 宋遗
宋遗（?—?），战国时期楚国勇士。
前313年（周赧王二年、秦惠文王更元十二年、楚怀王十六年、齐宣王七年），秦惠文王想征伐齐国，派张仪前往楚国拆散齐国与楚国的同盟。张仪许诺向楚国献上商於地方的六百里土地，楚怀王下令与齐国断交，派人和张仪前往秦国。张仪回秦国后假装堕车，三个月不上朝。楚王听说后以为张仪觉得楚国与齐国断交做得还不够，于是勇士宋遗借了宋国的符节，北上到齐国去辱骂齐王。齐国于是与秦国和好。张仪告诉楚国使者，自己许诺的楚国土地只有有六里多见方。《战国策·秦策二》未提宋遗之名，《史记·楚世家》只提到宋遗北上辱骂齐王，《史记·张仪列传》提到借了宋国的符节，也没有提宋遗之名。《资治通鉴·卷三》综合各种记载。